# クリストフ・スミヨン
クリストフ・スミヨン（Christophe Soumillon、1981年6月4日 - ）は、ベルギー生まれの騎手。香港における名前の中文表記は「蘇銘倫」。

## 経歴

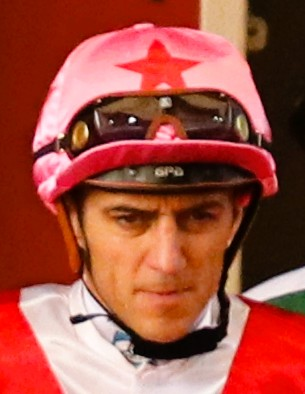
2025年3月23日、沙田競馬場

ブリュッセル首都圏地域スカールベーク生まれ。父は障害競走の騎手であったジャン＝マルク・スミヨンである。父から騎手になるならフランスへ行くように言われたという。
フランス・シャンティイ競馬場のセドリック・ブータン厩舎の見習騎手として1997年8月にデビュー。初勝利は同年11月にメゾンラフィット競馬場で挙げる。1999年に最多勝見習騎手となり、2000年4月にロンシャン競馬場のフォンテンブロー賞をベリーンズサンの騎乗で制して重賞初勝利を挙げる。そして、ちょうどその1週間後、サンクルー競馬場にて1日5勝のフランス競馬タイ記録を樹立。
見習時代の1999年に、エルコンドルパサーの凱旋門賞取材でフランスを訪れていた調教師を引退したばかりの野平祐二がシャンティイ調教場で騎乗するスミヨンに目が留まりインタビューを行った。野平はインタビューのあと『彼はすごいね。いい騎手になるよ。』と言い残した。野平は2001年に死去したが、「予言」は的中することになった。
2001年にはプール・デッセ・デ・プーラン（仏2000ギニー）で、1位入線馬の失格による繰り上げ優勝ながらもG1初制覇。2002年には有力オーナーブリーダーであるアガ・カーン4世との優先騎乗契約を結ぶ。さらに2003年からはアンドレ・ファーブル厩舎の主戦騎手となり、この年は207勝の成績で1988年のキャッシュ・アスムッセン以来となる年間200勝を達成するとともに、フランス年間最多勝記録を更新した。この年を含め、フランス最多勝騎手（リーディングジョッキー）を7回（2003年、2005年、2006年、2011年 - 2014年）獲得している。
上記の通り素晴らしい成績を残していたが、日頃の言動やレースでの鞭の使用方法などに不満を持っていたアンドレ・ファーブルには2007年に契約を解除され、さらにはアガ・カーン4世にも2009年一杯での契約解除を言い渡された。2010年からはアガ・カーン4世の主戦騎手をクリストフ・ルメールが務めたが、2014年から再びスミヨンが主戦を務めることとなった。
2010年6月19日にはフランス・オートゥイユ競馬場にて、障害G1競走のオートゥイユ大ハードルに出走するマンダリに騎乗、スタート直後から逃げを打ち、途中からは大逃げとなってそのまま1着となり、障害G1競走初勝利を挙げた。
日本では2001年にJRAの短期免許で初めて騎乗したが、阪急杯(GIII)で騎乗した際、進路妨害による降着および開催日4日間の騎乗停止処分を受け、結局48戦6勝止まりに終わった。フランスでの目覚ましい活躍ぶりに比べ、芳しい成績を収めることはできなかった。この年以降しばらくの間は、ヨーロッパの平地競走オフシーズンに日本で短期免許を取得することはなく、主に香港で騎乗していた。
2009年にはアントニー・クラストゥスと共に短期免許を取得し、6年ぶりに日本で騎乗した。身元引受調教師は池江泰寿、身元引受馬主は吉田勝己であった。同年10月31日のスワンステークスでキンシャサノキセキに騎乗して優勝し、日本での重賞初制覇を達成した。
翌2010年にも前年と同じ身元引受人で短期免許を取得。10月30日と31日のみの最初の来日では第142回天皇賞（秋）をブエナビスタで優勝し、日本での初GI競走勝利を挙げた。11月20日から12月31日までの2回目の来日では、11月28日に再びブエナビスタとのコンビで第30回ジャパンカップに挑み1位入線を果たすが、最後の直線コースで急に内側に斜行し、ローズキングダムの走行を妨害したため、2着に降着となった。これにより、開催日4日間の騎乗停止処分を受けた。この際、日本の裁決委員の判定方法に不信感を持ったとされ、翌11月29日のサンケイスポーツのトップ記事で、スミヨンは「これで日本のジャッジが下手だということを、世界に配信することになるだろう」という発言を行ったと報じられた。しかしこの発言は各方面に物議を醸してしまい、また日本の騎手の一部からは反発が上がり、後藤浩輝は当時「UMAJIN」連載していたコラム「後藤の語！」内において、この発言に対して不快感を示し、武豊も「日本には日本のルールがある」と苦言を呈していた。しかしその後、スミヨンは一転してこの件について「反省している」と述べている。
2011年のJRAの短期免許は、「制裁点数が30点を超えた場合、翌年度に短期免許を交付しない」という2010年12月の免許試験委員会における合意事項に触れたため、交付されないこととなった。ただしこの規定は競走限定免許には適用されないため、海外からの遠征馬には騎乗できる。
2012年には池添謙一に代わってオルフェーヴルに騎乗。フォワ賞で優勝するも、本番の凱旋門賞で2着に敗れる。同年10月、2年ぶりにJRAの短期免許を取得。
2014年、ワールドスーパージョッキーズシリーズに招待され来日、ジャパンカップをエピファネイアで優勝した。
その後2019年に8年ぶりに短期免許による日本での騎乗を実現させた。身元引受調教師は友道康夫、契約馬主は吉田和美であった。一方で2020年には新型コロナウイルス「COVID-19」に感染してしまうなどでGI競走の乗り替わりが発生し、しかもスミヨンから他の騎手に乗り替わった馬が勝利するなどの不運にも見舞われた。
2022年も10月から12月の予定で約3年ぶりにJRAの短期騎手免許での騎乗を予定していたが、同年9月30日のフランス・サンクルー競馬場の第1競走・トーマスブライアン賞（芝1,600m）で、3コーナー手前で外に付けていたロッサ・ライアンを馬上で肘打ちし落馬させた危険な騎乗行為に対し、同年10月14日から12月12日までの60日間の騎乗停止処分を受けた。このため、同年10月2日の凱旋門賞ではヴァデニに騎乗できたが、天皇賞（秋）で騎乗を予定していたジオグリフなどは騎乗不可能となった。さらにこの一件を問題視したアガ・カーンスタッドは、スミヨンとの主戦騎乗契約を再び解除した。その後、フランス内務省がこの件に介入したことで、フランスギャロによりスミヨンの騎乗停止期間を6か月に延長、もしくは騎手免許取消も検討される事態となっていたが、この2つのフランス内務省からの要請をフランスギャロはいずれも却下したため、追加制裁は課されず、当初の制裁期間の通りに12月12日をもって騎乗停止が解除されることとなった。
騎乗停止が明けた2023年は1月7日より騎乗を再開し、1月14日に復帰後初勝利を挙げた後、南アフリカ共和国に遠征しケニルワース競馬場で開催されたマジョルカステークスでデザートミラクル（牝4歳）に騎乗してGIを優勝した。
日本の障害競走での騎乗歴はない（スミヨンは日本の短期免許を取得する際には平地免許のみのため）。

## 人物
アイルランドの騎手・ジェイミー・スペンサーとは、香港で騎乗した際にトラブルを起こして以来、犬猿の仲であるとも言われている。一方で同じフランスを拠点とするイオリッツ・メンディザバルとは、日本での騎乗の際によく一緒に食事に行くなど友人関係にある。
本人曰く「パリではビッグサイズの服しかない」ため、来日すると「自分のサイズに合った服を買い溜めしていく」という。中でもユナイテッドアローズが一番お気に入りのブランドとのこと。
競走馬時代に手綱を取っていた、騸馬のシリュスデゼーグルを引き取っている。
騎手としては高身長であり、短期免許で来日した際は減量に苦しむという。その為、ブエナビスタやエピファネイアで大レースを制した日本競馬に思い入れはあるものの、近年では定期的な来日には至っていない。

## 年度別成績表
| 年度   | 騎乗 数 | 勝利   | 勝利 | 勝率 | 獲得賞金（ユーロ） | 獲得賞金（ユーロ） |
| 年度   | 騎乗 数 | 勝数   | 順位 | 勝率 | 金額               | 順位               |
| ------ | ------- | ------ | ---- | ---- | ------------------ | ------------------ |
| 1998年 | 203     | 11勝   | 89位 | .054 | 23万4188           | 52位               |
| 1999年 | 597     | 56勝   | 14位 | .094 | 114万5720          | 14位               |
| 2000年 | 746     | 68勝   | 10位 | .091 | 198万5239          | 8位                |
| 2001年 | 778     | 88勝   | 5位  | .113 | 338万9566          | 3位                |
| 2002年 | 683     | 99勝   | 2位  | .145 | 342万9205          | 3位                |
| 2003年 | 1017    | 207勝  | 1位  | .204 | 723万1475          | 1位                |
| 2004年 | 1020    | 165勝  | 2位  | .162 | 553万5935          | 1位                |
| 2005年 | 1039    | 226勝  | 1位  | .218 | 750万6425          | 1位                |
| 2006年 | 856     | 176勝  | 1位  | .206 | 685万6405          | 1位                |
| 2007年 | 914     | 146勝  | 3位  | .160 | 557万3585          | 2位                |
| 2008年 | 934     | 174勝  | 2位  | .186 |                    |                    |
| 2009年 |         |        |      |      |                    |                    |
| 2010年 |         |        |      |      |                    |                    |
| 2011年 |         |        | 1位  |      |                    |                    |
| 2012年 |         |        | 1位  |      |                    |                    |
| 2013年 |         |        | 1位  |      |                    |                    |
| 2014年 |         |        | 1位  |      |                    |                    |
| 通算   | 7853    | 1242勝 | -    | .158 | 4288万7743         | -                  |

| 年度   | 騎乗 数 | 勝利 | 勝利  | 勝率 | 連対 率 | 獲得賞金 （円） |
| 年度   | 騎乗 数 | 勝数 | 順位  | 勝率 | 連対 率 | 獲得賞金 （円） |
| ------ | ------- | ---- | ----- | ---- | ------- | --------------- |
| 2001年 | 48      | 6勝  | 100位 | .125 | .188    | 8528万5000      |
| 2003年 | 16      | 1勝  | 169位 | .063 | .375    | 2270万0000      |
| 2009年 | 75      | 16勝 | 60位  | .213 | .333    | 3億4993万5000   |
| 2010年 | 59      | 12勝 | 70位  | .203 | .441    | 6億0838万1000   |
| 2011年 | 6       | 1勝  | 143位 | .167 | .167    | 830万0000       |
| 2012年 | 52      | 8勝  | 84位  | .154 | .250    | 1億5900万1000   |
| 2014年 | 8       | 1勝  | 129位 | .125 | .125    | 2億5572万2000   |
| 2019年 | 94      | 19勝 | 51位  | .202 | .330    | 6億1131万0000   |
| 通算   | 358     | 64勝 | -     | .179 | .313    | 21億0063万4000  |

| 年度   | 騎乗 数 | 勝利 | 勝利 | 勝率 | 連対 率 | 獲得賞金 （円） |
| 年度   | 騎乗 数 | 勝数 | 順位 | 勝率 | 連対 率 | 獲得賞金 （円） |
| ------ | ------- | ---- | ---- | ---- | ------- | --------------- |
| 2009年 | 1       | 0勝  |      | .000 | .000    | 800万           |
| 通算   | 1       | 0勝  | -    | .000 | .000    | 800万           |

| 年度    | 騎乗 数 | 勝利 | 勝利 | 勝率 | 連対 率 | 獲得賞金 （香港ドル） |
| 年度    | 騎乗 数 | 勝数 | 順位 | 勝率 | 連対 率 | 獲得賞金 （香港ドル） |
| ------- | ------- | ---- | ---- | ---- | ------- | --------------------- |
| 01/02年 | 1       | 0勝  | 43位 | .000 | .000    | 180万0000             |
| 02/03年 | 120     | 15勝 | 15位 | .125 | .258    | 1369万4000            |
| 03/04年 | 19      | 2勝  | 34位 | .105 | .316    | 495万2400             |
| 04/05年 | 124     | 16勝 | 14位 | .129 | .234    | 1915万3635            |
| 05/06年 | 172     | 32勝 | 10位 | .186 | .308    | 4318万6345            |
| 06/07年 | 81      | 5勝  | 23位 | .062 | .136    | 1042万3600            |
| 07/08年 | 136     | 18勝 | 15位 | .132 | .265    | 2210万9730            |
| 08/09年 |         |      |      |      |         |                       |
| 通算    | 653     | 88勝 | -    | .135 | .254    | 1億1531万0000         |

## 主な勝鞍
特に表記のないものはGI級競走。

### フランス
- クリテリウム・アンテルナシオナル - Dalakhani（2002年）、Carlotamix（2005年）、Thunder Snow（2016年）、Royal Meeting（2018年）
- クリテリウムドサンクルー - Linda's Lad（2005年）、Prince Gibraltar（2013年）
- パリ大賞典 - Khalkevi（2002年）、Rail Link（2006年）、Montmartre（2008年）
- サンクルー大賞 - Mirio（2001年）、Zarak（2017年）
- プール・デッセ・デ・プーラン（仏2000ギニー） - Vahorimix（2001年）、Clodovil（2003年）、Silver Frost（2009年）
- プール・デッセ・デ・プーリッシュ（仏1000ギニー） - Musical Chimes（2003年）、Darjina（2007年）、Zarkava（2008年）、Beauty Parlour（2012年）、Ervedya(2015年)
- 凱旋門賞 - Dalakhani（2003年） 、Zarkava（2008年）
- アスタルテ賞 - Turtle Bow（2002年）、Mandesha（2006年）
- カドラン賞 - Reefscape（2005年）、Bannaby (2008年)、 Vazirabad (2017年)
- ディアヌ賞（フランスオークス） - Latice（2004年）、Zarkava（2008年）
- イスパーン賞 - Valixir（2005年）、Cirrus des Aigles (2014年)
- ガネー賞 - ディラントーマス（2007年）、Planteur（2011年）、Cirrus Des Aigles (2014年・2015年)、Dariyan (2016年)
- ジャック・ル・マロワ賞 - Whipper（2004年）、Makfi（2010年）、Excelebration（2012年）、Diego Velazquez(2025年)
- ジャン・プラ賞 - Thunder Snow（2017年）
- ジョッケクルブ賞（仏ダービー） - Anabaa Blue（2001年）、Dalakhani（2003年）、 Darsi（2006年）、Vadeni（2022年）
- リュパン賞 - Dalakhani（2003年）
- マルセルブサック賞 - Zarkava（2007年）、Rosanara（2009年）
- モーリス・ド・ゲスト賞 - Porlezza（2003年）、Whipper（2005年）
- モルニ賞 - Dutch Art（2006年）、Perfect Power (2021年)
- ムーラン・ド・ロンシャン賞 - Darjina（2007年）、Ervedya (2015年)
- オペラ賞 - Terre à Terre（2001年）、Mandesha（2006年）、Dalkala（2013年）、Tarnawa (2020年)
- サンタラリ賞 - Vadawina（2005年）、Vazira (2014年)、Incarville (2021年)
- ヴェルメイユ賞 - Pearly Shells（2002年）、Shawanda（2005年）、Mandesha（2006年）、Zarkava（2008年）、Tarnawa (2020年)
- フォレ賞 - Paco Boy（2008年）
- ジャンロマネ賞 - Stacelita（2010年）
- ロワイヤルオーク賞 - Vazirabad (2015年・2016年)
- アラビアンワールドカップ - Mushrae（2013年）
- オートゥイユ大ハードル（英語版） - Mandali（2010年）
- カンバセレス賞（フランス語版） - Hippomene（2013年）
- フォワ賞 (G2) - Shirocco（2006年）、オルフェーヴル（2012年・2013年）
- ニエル賞 (G2) - Dalakhani（2003年）、Rail Link（2006年）

### 日本
- 天皇賞（秋） - ブエナビスタ（2010年）
- ジャパンカップ - エピファネイア（2014年）
- エリザベス女王杯 - ラッキーライラック（2019年）
- ステイヤーズステークス (GII) - フォゲッタブル（2009年）
- スワンステークス (GII) - キンシャサノキセキ（2009年）
- 阪神カップ (GII) - キンシャサノキセキ（2010年）
- 東京スポーツ杯2歳ステークス (GIII) - サダムパテック（2010年）
- スワンステークス (GII) - ダイアトニック（2019年）

### 香港
- 香港マイル - Good Ba Ba（2008年）、アドマイヤマーズ（2019年）
- チェアマンズスプリントプライズ - Billet Express（2006年）、Gold Fun（2015年）
- 香港ダービー - Viva Pataca（2006年）
- 香港ゴールドカップ - Perfect Partner（2005年）
- クイーンズシルヴァージュビリーカップ - Joyful Winner（2006年）
- 香港スチュワーズカップ - Bullish Luck（2005年）、Good Ba Ba（2009年）、Giant Treasure（2016年）
- 香港クラシックマイル - Thumbs Up（2009年）、Beauty Flash（2010年）

### アイルランド
- アイリッシュチャンピオンステークス - Almanzor（2016年）
- アイリッシュオークス - Shawanda （2005年）
- プリティーポリーステークス - Hanami （2003年）

### アメリカ合衆国
- ブリーダーズカップ・ターフ - Shirocco（2005年）

### アラブ首長国連邦
- ドバイデューティーフリー - Terre à Terre（2002年）
- ドバイシーマクラシック - Dolniya (2015年)
- アルクォズスプリント - Shea Shea（2013年）
- ドバイカハイラクラシック - Al Mamun Monlau（2013年）
- ジェベルハッタ - Vercingetorix（2014年）、Dream Castle（2019年）
- UAEダービー (G2) - Musir（2010年）、Mubtaahij（2015年）、Thunder Snow（2017年）
- UAE2000ギニー (G3) - Musir（2010年）
- ドバイワールドカップ - Thunder Snow（2018・2019年）

### イギリス
- キングジョージ6世&クイーンエリザベスダイヤモンドステークス - Hurricane Run（2006年）、Goliath(2024年)
- コロネーションカップ - Shirocco（2006年）、Cirrus des Aigles (2014年)
- コロネーションステークス - Ervedya (2015年)
- クイーンアンステークス - Valixir（2005年）
- レーシングポストトロフィー - American Post（2003年）
- サンチャリオットステークス - Sahpresa（2010年）
- ファルマスステークス - Giofra（2012年）
- チャンピオンステークス - Cirrus des Aigles（2011年）、Almanzor（2016年）
- コモンウェルスカップ - Perfect Power (2022年)
- エクリプスステークス - Vadeni(2022年)

### イタリア
- ミラノ大賞典 - Shamdala （2006年）
- オークスドイタリア（イタリアオークス） - Dionisia （2006年）
- ヴィットーリオ・ディ・カープア賞 - Dick Turpin（2011年）

### カナダ
- E.P.テイラーステークス - Reggane（2010年）
- カナディアンインターナショナルステークス - Sarah Lynx（2011年）

### ドイツ
- ドイチェスダービー - Sea The Moon（2014年）

### トルコ
- トプカプトロフィー (G2) - Musir（2011年）、Master of Hounds（2012年）

### ハンガリー
- OTPハンガリア大賞 - Overdose（2009年）

## テレビ出演
- サタうま!（2009年11月8日、関西テレビ）

## 著書
- Insoumis : Un rêve de gosse, un destin d'exception（2007年、ル・シェルシュ・ミディ（フランス語版）、ISBN 9782749109855）